# Hahnia maginii
Hahnia maginii là một loài nhện trong họ Hahniidae.
Loài này thuộc chi Hahnia. Hahnia maginii được Paolo Marcello Brignoli miêu tả năm 1977.